# 国民革命军第四十四军
国民革命军第四十四军历史上曾3次组建。

## 刘湘川军第二次组建
1935年10月，川军整编为國民革命軍，劉湘的川军第二十一军主力组建第四十四军，隶属王缵绪第29集团军：
- 军长王缵绪
- 参谋长韩全朴
- 第149师：原川军第1师。师长廖震
- 第150师：原川军第2师。师长郭昌明
- 第163师：原川军暂编第1师。师长陈兰亭

1938年6月参加武汉会战，8月下旬该军与第六十七军奉命进攻黄梅和广济之间的要冲大金铺，累攻黄梅、广济不下，与日军形成了对峙。9月上旬日军海军陆战队沿江西上，大举攻入武穴，田家镇要塞失去屏障遂告陷落。该军被日军截断退路伤亡惨重，退回四川进行休整。
1939年第163师转隶第五十六军，该军为：
- 军长廖震
- 第149师，师长王泽浚（王缵绪的儿子）
- 第150师，师长杨勤安

1939年12月初，该军随第29集团军再次出川，在第六战区先后参加了枣宜会战、豫南会战、第二次长沙战役、鄂西会战等。1943年4月上旬随第29集团军从河南内乡出发，经保康县、三斗坪过长江。1943年秋，第六十七军番号撤消，第161、第162师改隶第四十四军。参加常德会战后该军调第九战区，隶属第27集团军，驻浏阳整训。王瓒绪调任第九战区副司令长官。
- 军长王泽浚
- 副军长孙黼少将、杨勤安
- 第150师少将师长赵壁光、少将副师长杨自立
- 第161师少将师长熊执中、上校参谋长曹济寰
- 第162师少将师长何葆恒、上校参谋长林文波。在宁乡附近新华铺整训
- 第149师改为后调师，少将师长陈春霖（原第九战区司令部副参谋长），在沅陵整补。

1946年该军改编为整编第44师，第149师、第161师被裁撤：
- 师长王泽浚
- 整编第150旅
- 整编第162旅

1946年，从皖南调至苏北，参加了益林战役、陇海路东段战役、众兴涟水战役等。
1948年9月，整编第44师恢复第四十四军番号，一直未被嫡系化：
- 第150师
- 第162师

1948年11月淮海战役第一阶段，该军由海州调到碾庄，隶黄百韬第7兵团作战序列。在碾庄战役被全歼，军长王泽浚被俘，第150师师长赵壁光率残部2000余人投共。

## 1949年在四川第三次组建
1949年1月在四川重建该军，隶属第7编练司令部、第22兵团：
- 军长陈春霖
- 第150师，师长周子冉 副师长萧德宣
- 第162师，师长宋健人
- 第349师，师长周青廷

1949年12月，第150师师长周子冉、副师长萧德宣率师直属队和第448、第449、第450团在隆昌投共；第162师、第349师在川东被全歼。